# Chủ nghĩa xã hội

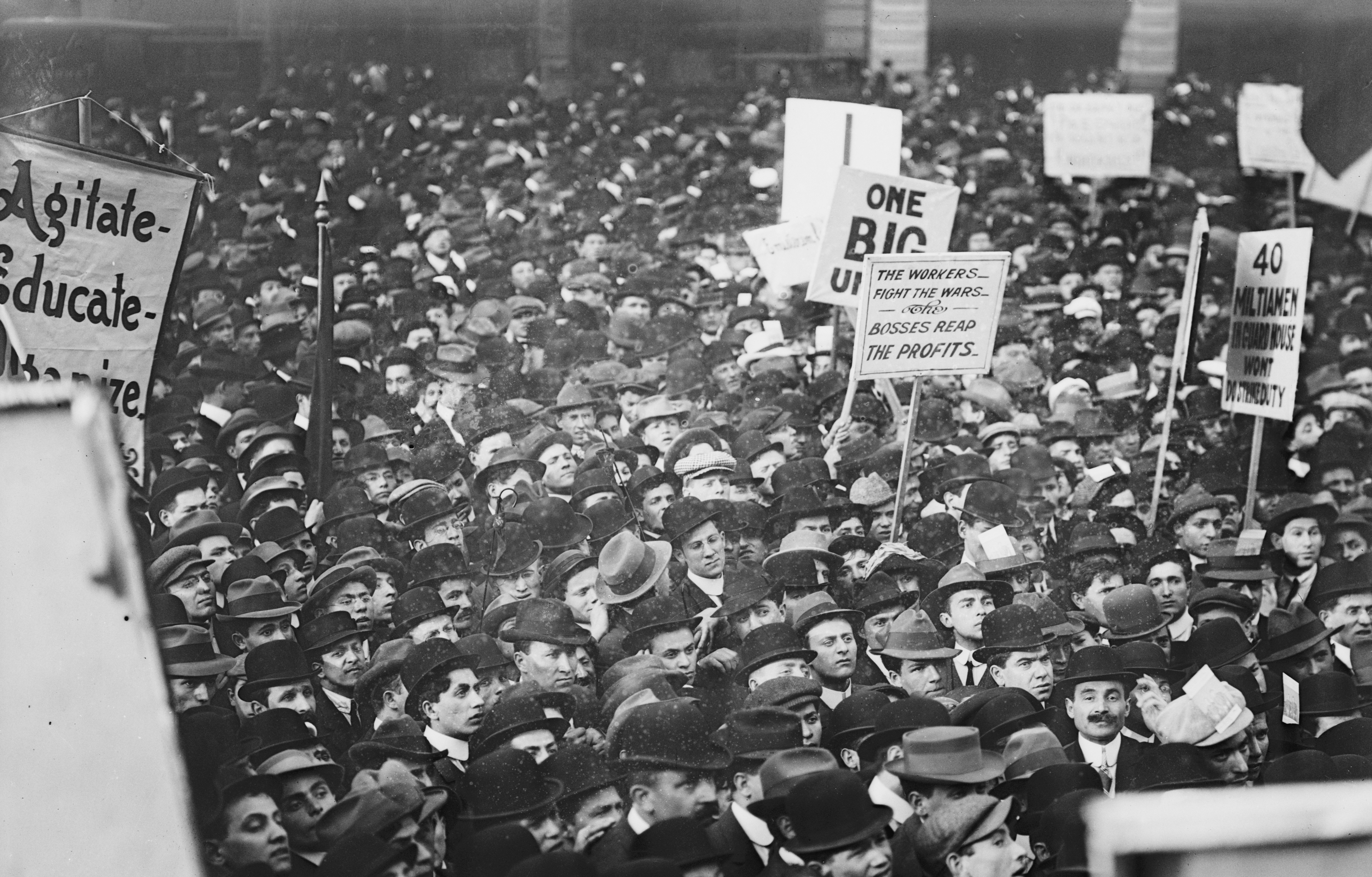
Biểu tình của những người theo chủ nghĩa xã hội vào Ngày Quốc tế Lao động 1912 tại Union Square ở Thành phố New York

Chủ nghĩa xã hội (tiếng Anh: Socialism; tiếng Đức: Sozialismus; Hán: 社會主義; Nôm: 主義社會) là một trong ba ý thức hệ chính trị lớn hình thành trong thế kỷ 19 bên cạnh chủ nghĩa tự do và chủ nghĩa bảo thủ. Không có định nghĩa rõ ràng về chủ nghĩa xã hội mà nó bao gồm một loạt các khuynh hướng chính trị từ các phong trào đấu tranh chính trị và các đảng công nhân có tinh thần cách mạng, những người muốn lật đổ chủ nghĩa tư bản nhanh chóng và bằng bạo lực cho tới các dòng cải cách chấp nhận Thể chế Đại nghị và dân chủ như chủ nghĩa xã hội dân chủ, thậm chí phát xít Đức cũng tự nhận mình là những người theo chủ nghĩa xã hội. Theo đó, có sự phân biệt giữa những khuynh hướng chủ nghĩa cộng sản, dân chủ xã hội và vô chính phủ. Những người theo chủ nghĩa xã hội thường nhấn mạnh giá trị cơ bản như bình đẳng, công bằng và đoàn kết và đề cao mối quan hệ chặt chẽ giữa những phong trào xã hội và lý thuyết phê phán xã hội. Họ theo đuổi mục tiêu tạo ra một trật tự xã hội hòa hợp và hướng đến công bằng xã hội.
Trong lịch sử, tại nhiều quốc gia đã và đang tồn tại những hệ thống chủ nghĩa xã hội nhà nước thường được gọi là nhà nước cộng sản như Liên Xô, Việt Nam, Trung Quốc, Cuba,...

## Lịch sử

### Trước thế kỷ 19
Trong lịch sử các tư tưởng chính trị, các nhân tố của chủ nghĩa xã hội hay chủ nghĩa cộng sản đã xuất hiện trước khi được khái quát lại thành hệ thống lý luận trong nửa đầu thế kỷ 19.

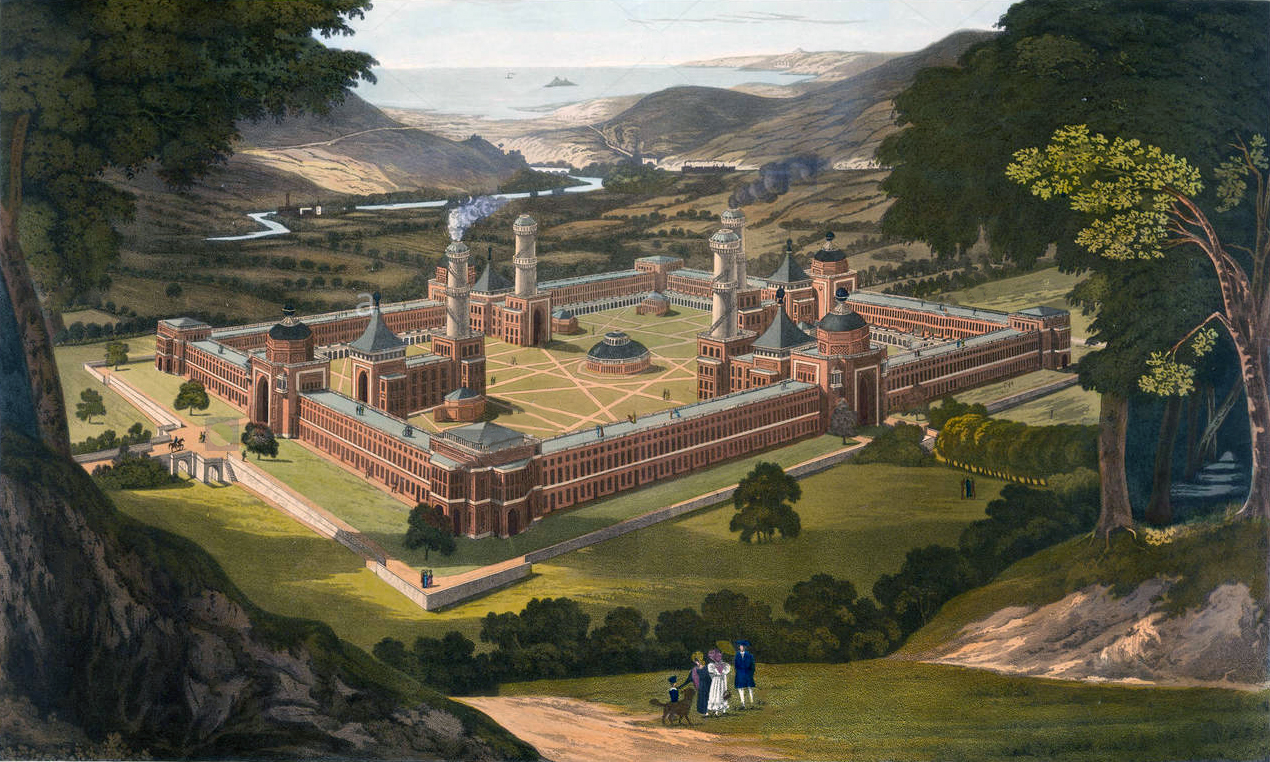
New Harmony, nỗ lực xây dựng một xã hội Utopia hoàn hảo theo đề xuất của Robert Owen

Tác phẩm Cộng hòa (tiếng Hy Lạp: Πολιτεία Politeia) của Plato hay tác phẩm Utopia (Thế giới không tưởng) của Thomas More là hai dẫn chứng. Phong trào Mazdak trong thế kỷ thứ 5, diễn ra ở vùng mà bây giờ là Iran, đã được tả là "có tính chất cộng sản" do đã thách thức nhiều quyền lợi của tầng lớp quý tộc và tăng lữ, đồng thời đấu tranh cho một xã hội quân bình. William Morris cho rằng John Ball, một trong những lãnh đạo của cuộc khởi nghĩa nông dân ở Anh vào năm 1381, là người theo chủ nghĩa xã hội đầu tiên. John Ball được công nhận là đã nói câu nói nổi tiếng sau đây:
"When Adam delved and Eve span, Who was then the gentleman?" (Khi Adam đào đất, và Eve quay sợi, Thì ai là quý ông ?)
Trong cuộc Nội chiến Anh vào giữa thế kỷ 17, các phong trào được mô tả là có dáng dấp xã hội chủ nghĩa gồm Phong trào san bằng (Levellers) và Phong trào đào sâu (Diggers), phong trào sau tin rằng đất đai nên thuộc về chung toàn dân.
Suốt thời kỳ Khai sáng trong thế kỷ 18, sự phê bình về bất bình đẳng đã xuất hiện trong tác phẩm của những nhà lý luận như Jean Jacques Rousseau ở Pháp, tác phẩm Du contrat social (Kế ước xã hội) của ông bắt đầu với "Con người được sinh ra tự do, và đâu đâu anh ta cũng ở trong xiềng xích". Sau Cách mạng Pháp năm 1789, François Noël Babeuf ủng hộ mục tiêu quyền sở hữu chung về đất đai và sự bình đẳng toàn diện về kinh tế và chính trị giữa các công dân.

### Thế kỷ 19 đến nay

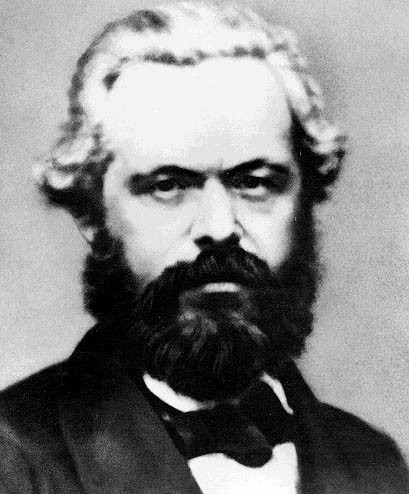
Karl Marx khi còn trẻ

Phong trào xã hội hiện nay bắt đầu từ phong trào của giai cấp lao động cuối thế kỷ 19. Trong thời gian đó, cụm từ "chủ nghĩa xã hội" thường được dùng để nói về những phê phán của các nhà phê bình xã hội châu Âu khi họ phê bình chủ nghĩa tư bản về quyền tư hữu. Đối với Karl Marx, người đã có công lớn trong việc xây dựng phong trào xã hội chủ nghĩa hiện đại, thì chủ nghĩa xã hội là một hệ thống kinh tế - xã hội sau khi một cuộc cách mạng đã nổ ra để chuyển quyền điều khiển các phương tiện sản xuất từ tay của thiểu số các nhà tư bản sang tay xã hội. Theo Friedrich Engels thì phong trào xã hội chủ nghĩa năm 1847 là một phong trào tư sản, chủ nghĩa cộng sản là một phong trào của công nhân, vì vậy Karl Marx và Engels ưa chuộng từ cộng sản hơn. Mãi cho tới 1887 cả các công đoàn Anh mới tự nhận là theo xã hội chủ nghĩa. Theo nhà báo Hoàng Đạo (tức Nguyễn Tường Long) trên báo Ngày nay ngày 3 tháng 4 năm 1937, thì "Năm ấy, Marx và Engels, đồng chí của ông ta, xuất bản Tuyên ngôn của Đảng Cộng sản nói về nguyên tố của chủ nghĩa xã hội. Hai ông dùng chữ "cộng sản" là vì muốn phân biệt cho rõ ràng chủ nghĩa xã hội khoa học với những chủ nghĩa xã hội duy tâm mà thời ấy người ta thường gọi chung là "xã hội". Dần dà, những chủ nghĩa duy tâm bị lu mờ, và đến năm 1867, lúc ông Karl Marx cho xuất bản tập thứ nhất quyển "Tư bản" (Le Capital), thì những người theo chủ nghĩa duy tâm không còn mấy nữa".
Có rất nhiều tư tưởng và phong trào được gọi, hay tự gọi, là chủ nghĩa xã hội nhưng từ thế kỷ 19 đến nay, những người theo chủ nghĩa xã hội đã không thể đưa ra một tư tưởng hay một kế hoạch chung. Trái lại, những người theo chủ nghĩa xã hội tự chia họ ra nhiều trường phái khác nhau và đôi khi đối nghịch nhau, nhất là giữa những người theo chủ nghĩa xã hội dân chủ và những người theo chủ nghĩa cộng sản. Kể từ thế kỷ 19 những người theo chủ nghĩa xã hội đã có những quan điểm khác nhau về chủ nghĩa xã hội dưới góc độ một hệ thống kinh tế. Một số người muốn quốc hữu hóa hoàn toàn các phương tiện sản xuất, trong khi những người dân chủ xã hội đề nghị chỉ quốc hữu hóa một số kỹ nghệ chính trong phạm vi của một nền kinh tế hỗn hợp giữa thị trường và nhà nước. Những người theo chủ nghĩa Stalin, kể cả những người có ấn tượng về mô hình phát triển kinh tế của Liên Xô, đã kêu gọi cho một nền kinh tế tập trung được chỉ huy bởi một nhà nước nắm tất cả quyền sản xuất. Những người khác, trong đó có nhiều người tự gọi mình là cộng sản tại Nam Tư và Hungary trong thập niên 1980 và thập niên 1990, nhiều người cộng sản Trung Quốc sau thời kỳ cải cách và một số nhà kinh tế học phương Tây, đã đề nghị nhiều dạng của chủ nghĩa xã hội thị trường nhằm mục đích tìm được sự hòa giải giữa hai lợi thế của quốc hữu hóa và của sức mạnh thị trường. Trong khi đó, nhiều người hoạt động công đoàn không tin tưởng vào hình thức chính phủ như chủ nghĩa công đoàn vô chính phủ, những người theo chủ nghĩa Luxemburg, Đảng Xã hội Hoa Kỳ (Socialist Party USA) cũng như nhiều thành phần của phong trào "New Left" (Cánh tả Mới) của Mỹ lại muốn phân chia quyền sở hữu nhà nước tại trung ương để trao cho các hợp tác xã hay các hội đồng của các nhóm lao động. Theo Lenin thì nguyên tắc phân phối trong chủ nghĩa xã hội là: "Làm theo năng lực, hưởng theo lao động" còn trong xã hội cộng sản chủ nghĩa (bước phát triển cao hơn của xã hội chủ nghĩa, khi mà sức sản xuất đạt tới trình độ và năng suất cực cao) sẽ là: Làm theo năng lực, hưởng theo nhu cầu. Sự khác biệt giữa hai hình thái xã hội theo lý thuyết của Lenin là chủ nghĩa xã hội là giai đoạn nằm giữa trong quá trình từ chủ nghĩa tư bản tiến lên chủ nghĩa Cộng sản. Những người theo trường phái chủ nghĩa xã hội khác đưa ra chủ nghĩa xã hội là hình thái kinh thái kinh tế - xã hội không phải chủ nghĩa tư bản, và không đưa ra mục tiêu tiến đến chủ nghĩa cộng sản. Một số trường phái chủ nghĩa xã hội vẫn chấp nhận đa nguyên về kinh tế và chính trị và tạo ra sự bình đẳng xã hội bằng chính sách thuế và an sinh xã hội thay vì kinh tế tập thể bắt buộc.

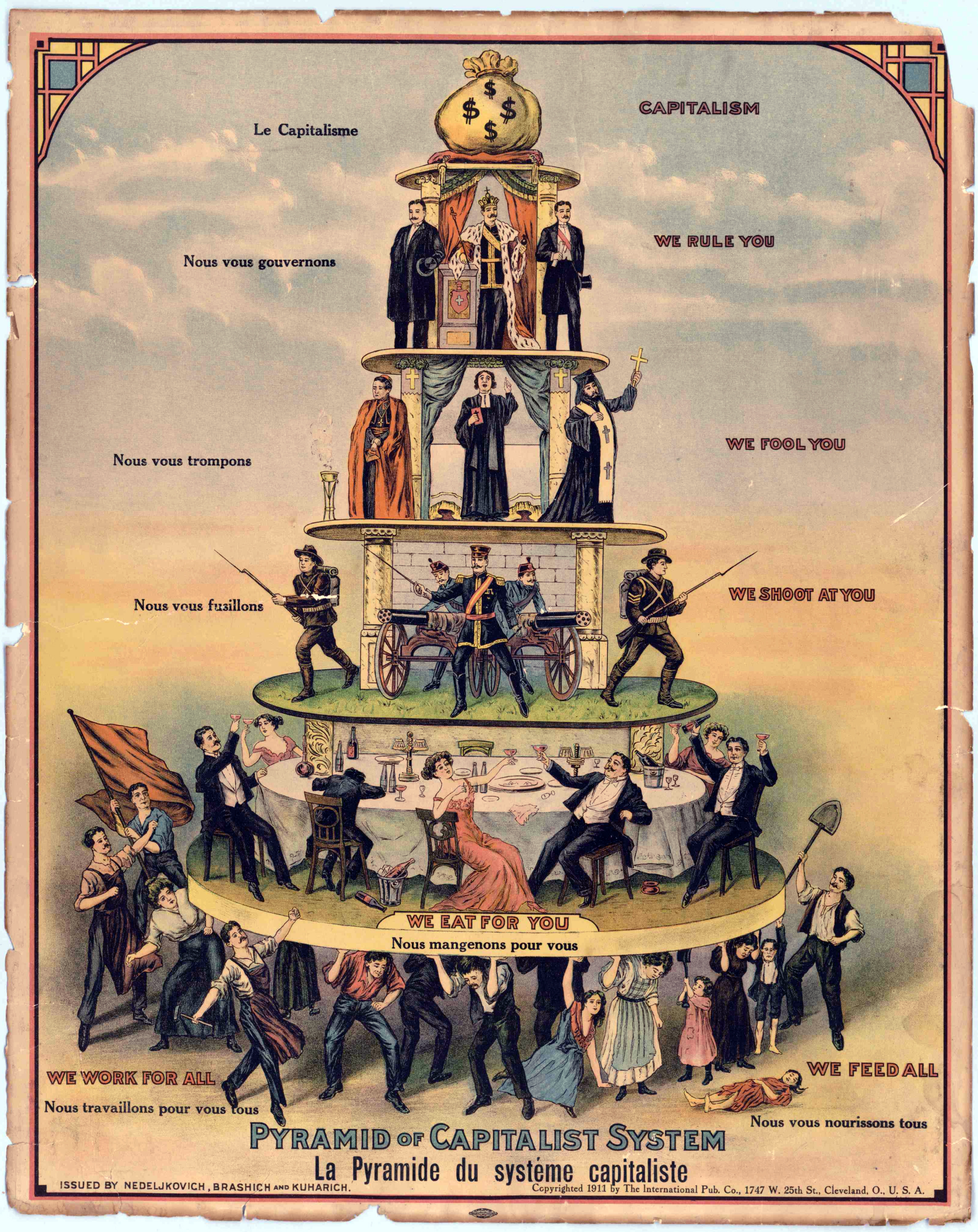
Áp phích Industrial Workers of the World của phong trào chống chủ nghĩa tư bản (anti-capitalism) dán năm 1911. Hình nói về sự mâu thuẫn giai cấp giữa tầng lớp trên và tầng lớp dưới trong xã hội tư bản: dưới cùng là giai cấp lao động phải làm việc để gánh vác lối sống xa hoa cho các giai cấp trên (vua chúa, chính phủ, các nhà tư bản, giáo sĩ và quân đội)

Cuộc chiến về lý luận và chính trị giữa những người ủng hộ chủ nghĩa tư bản hay chủ nghĩa xã hội là trung tâm của các sự kiện thế giới trong suốt thế kỷ XX. Những người theo chủ nghĩa xã hội hay ủng hộ chủ nghĩa xã hội công kích chủ nghĩa tư bản đã gây ra bất công xã hội, phân hóa giàu nghèo, chế độ đẳng cấp, nạn bóc lột lao động, lối sống thực dụng, tha hoá con người. Họ cũng công kích những người ủng hộ chủ nghĩa tư bản dung dưỡng, dung túng cho nhiều chế độ quân chủ, thần quyền (như một số nước Trung Đông và một số nước khác hiện nay), cho chủ nghĩa phong kiến và địa chủ, các hủ tục, cho các chế độ phân biệt chủng tộc (như Nam Phi). Chủ nghĩa tư bản theo họ là cha đẻ cho chủ nghĩa thực dân và chủ nghĩa đế quốc, hay thao túng kinh tế các nước nghèo đói. Những người chống Cộng đổ lỗi cho chủ nghĩa xã hội gây ra nhiều cuộc nội chiến, các cuộc cách mạng (mà họ thường gọi là đảo chính hay nổi loạn), sự cưỡng ép các mô hình kinh tế tập thể hay nhà nước gây nghèo đói, tham nhũng, tước đoạt quyền tư hữu. Họ cho các nạn đói trên diện rộng ở Trung Quốc, Campuchia,... một số nước châu Phi trước đây là hậu quả của kinh tế hợp tác cưỡng ép. Họ cũng cho chủ nghĩa xã hội cản trở tự do kinh doanh của người dân, để nhà nước thao túng toàn bộ các hoạt động xã hội như kinh tế, truyền thông, giáo dục, y tế..., gây bất bình đẳng, chậm phát triển. Đường lối chống tôn giáo của một số phái chủ nghĩa xã hội bị xem là cực đoan. Nhiều người chống Cộng cũng đổ lỗi cho chủ nghĩa xã hội tạo ra các chế độ cai trị độc đoán ở Bắc Phi, Zimbabwe, Syria, Iraq, Miến Điện trước đây, các chế độ độc đoán của Stalin (Liên Xô), Mao Trạch Đông (Trung Quốc), Nicolae Ceauşescu ở România,... chế độ diệt chủng Pol Pot ở Campuchia. Cả hai phía chống và ủng hộ chủ nghĩa xã hội đều đổ lỗi cho nhau trong sự xuất hiện của chủ nghĩa phát xít dù trên thực tế ý thức hệ này mang những đặc điểm của cả cánh hữu lẫn cánh tả và thực hiện một chương trình hành động tương tự với cả hai bên. Sự phát triển của các phong trào Hồi giáo cực đoan được những người theo chủ nghĩa xã hội cho là nhận được sự khuyến khích của phương Tây để chống lại chủ nghĩa xã hội, nhưng trên thực tế phong trào Hồi giáo có khi cũng chống cả chủ nghĩa tư bản.
Ngược các lực lượng cánh hữu thường tập trung vào các vấn đề tự do, dân chủ, nhân quyền, hay quyền lợi dân tộc, mà ít coi trọng đến giải quyết các vấn đề về xã hội như phân hóa giàu - nghèo, tình trạng thất nghiệp, hay các vấn đề xã hội khác như giáo dục, y tế, an sinh xã hội, các lực lượng cánh tả các nước tư bản chú ý nhiều hơn đến các khía cạnh này, đấu tranh nhiều hơn cho các lĩnh vực bình đẳng giới hay bảo vệ môi trường,... và thường ít chú ý hơn đến các vấn đề về chống độc tài và vi phạm quyền cá nhân, mặc dù tôn trọng dân chủ đại nghị. Tuy nhiên sau sự sụp đổ của chủ nghĩa cộng sản ở Đông Âu, xuất hiện các tư tưởng thiên hữu nhiều hơn trong các lực lượng cánh tả, họ quan tâm nhiều hơn đến các vấn đề về dân chủ và nhân quyền, và chú trọng vào hiệu quả kinh tế hơn là bình đẳng. Những người theo chủ nghĩa tự do và chủ nghĩa bảo thủ thường dựa trên lập trường của chủ nghĩa cá nhân, vì thế họ thường coi trọng các vấn đề dân chủ và nhân quyền. Chủ nghĩa tư bản hỗ trợ cho quá trình xóa bỏ nhà nước quân chủ thần quyền ở châu Âu, tuy nhiên nền dân chủ đại nghị được xây dựng sau đó thường mang nhiều khiếm khuyết và chỉ được hoàn thiện thêm các giai đoạn sau này. Nhìn chung sự xích lại gần nhau của các lực lượng cánh hữu và cánh tả như sự chấp nhận nhiều hơn của cánh hữu trong vấn đề an sinh xã hội hay tạo việc làm, tạo điều kiện cho các tổ chức công đoàn hoạt động, mở rộng phổ thông đầu phiếu, hay cánh tả trong bảo vệ các quyền cá nhân, kể cả quyền tư hữu và kinh doanh đã làm cho chủ nghĩa tư bản và chủ nghĩa xã hội xích lại gần nhau hơn. Chia sẻ quan điểm về dân chủ nhưng bất đồng về vai trò nhà nước là đặc điểm thường thấy ở các nước phát triển của cánh tả và hữu. Cánh hữu không mấy tin tưởng ở nhà nước, tạo không gian lớn hơn cho thị trường tự điều tiết, còn cánh tả muốn nhà nước có vai trò lớn hơn trong điều tiết kinh tế và giải quyết các vấn đề xã hội. Tuy nhiên các mô hình kinh tế của cánh tả thường chỉ thích nghi trong một số hoàn cảnh nhất định, và được xem là tạo ra năng suất lao động thấp, đặc quyền đặc lợi và tham nhũng do hệ thống quản lý yếu kém ở một số nước, cũng như can thiệp nhà nước thái quá gây bất bình đẳng trong cạnh tranh trên thị trường, xã hội hóa không thực hiện được và hay biến tướng thành nhà nước hóa tư liệu sản xuất, nên ảnh hưởng cánh tả nhiều nơi suy yếu. Song sự trỗi dậy của cánh hữu nhiều nơi đi kèm với toàn cầu hóa của chủ nghĩa tư bản đã gây ra nhiều hệ quả ở các nước như sự phân hóa xã hội ngày càng lớn, quan hệ sản xuất tư bản vẫn còn tồn tại nhiều yếu tố bất bình đẳng do luật pháp yếu kém, các chính sách đầu tư nước ngoài ở các nước kém phát triển thường đem lại lợi ích trước mắt nhưng có thể gây tổn hại cho các lợi ích lâu dài bị cánh tả xem là chủ nghĩa thực dân mới, tình trạng tội phạm và tệ nạn xã hội gia tăng, sự suy đồi đạo đức... Các nền dân chủ đại nghị có nhiều ưu điểm nhưng vẫn tồn tại khuyết điểm và tạo điều kiện cho tư tưởng cực đoan phát triển như tư tưởng vô chính phủ (chán ghét nhà nước bất kỳ, không tin tưởng các đảng phái)... hay là các phong trào chính trị tôn giáo cực đoan như phong trào Hồi giáo cực đoan chống lại chủ nghĩa tư bản hay văn hóa, tôn giáo du nhập từ phương Tây và chủ nghĩa vô thần.

Kwame Nkrumah, tổng thống đầu tiên của Ghana, một trong những người đề xướng thuật ngữ Chủ nghĩa thực dân mới, ảnh trên tem thư Liên Xô (1989)

Tuy nhiên chủ nghĩa tư bản đã hỗ trợ đắc lực cho chủ nghĩa thực dân sau các phát kiến địa lý mà chủ yếu là ở các vùng đất mới như châu Mỹ, mặc dù nó được xem là hệ quả của chính sách các chính quyền quân chủ đương thời nhiều hơn. Các công ty tư bản còn lập ra các hải đội để xâm chiếm thuộc địa ở các vùng đất nghèo nàn, lạc hậu hơn như châu Á, châu Phi... Tuy nhiên các quá trình xâm chiếm chiếm thuộc địa bị gián đoạn trong giai đoạn châu Âu xảy ra nhiều cuộc cách mạng, chiến tranh đầu thế kỷ XIX. Chủ nghĩa tư bản một lần nữa góp phần tạo dựng lên chủ nghĩa đế quốc nửa sau thế kỷ XIX, mặc dù nó hay được xem là hệ quả của chính sách quân phiệt, hay dân tộc nước lớn nhiều hơn. Quá trình thực dân hóa kết thúc vào khoảng những năm 1960. Nhìn chung chủ nghĩa tư bản đã tạo ra quá trình hiện đại hóa ở các nước phương Tây trong đó có sự tác động từ lực lượng cánh tả, nhưng lại được xem là có trách nhiệm khi cùng tư tưởng dân tộc nước lớn tạo dựng nên các thuộc địa được cai trị hà khắc cho dù hệ quả gián tiếp là các tư tưởng dân chủ cũng xâm nhập vào các vùng đất này đi kèm với sự suy yếu của chế độ quân chủ đồng thời thúc đẩy quá trình hiện đại hóa kinh tế - xã hội - chính trị ở các thuộc địa.
Trong quá trình phi thực dân hóa, do lo ngại các phong trào xã hội chủ nghĩa hay cộng sản chủ nghĩa, các phong trào tôn giáo cực đoan chống tư bản và mong muốn duy trì ảnh hưởng ở các nước mới độc lập, đặc biệt là tạo điều kiện cho các tập đoàn tư bản đầu tư nên các nhà nước thực dân khi trao trả độc lập thường thỏa hiệp với các tổ chức dân tộc chủ nghĩa ôn hòa, hay các chính quyền bản xứ đang tồn tại, hoặc các lực lượng chống cộng sản, hay chống tư tưởng tôn giáo cực đoan. Nhiều nơi, phong trào phi thực dân hóa chỉ được tiến hành từng bước theo hình thức tự quản đến tự trị rồi độc lập. Một loạt các chế độ độc tài dựng lên dưới sự ủng hộ hay dung dưỡng của phương Tây ở nhiều nước mới thoát ra khỏi chế độ thực dân như ở châu Phi, hoặc sự duy trì của các chế độ mang màu sắc phong kiến, hoặc quân chủ, hoặc tôn giáo cực đoan như ở Trung Đông, được xem là thành trì chống lại chủ nghĩa xã hội, chủ nghĩa cộng sản. Chế độ phân biệt chủng tộc ở Nam Phi có sự dung dưỡng của phương Tây (cụ thể là nước Anh), là tiền đồn chống lại các tư tưởng chủ nghĩa xã hội hay chủ nghĩa cộng sản phát triển ở miền nam châu Phi, bao gồm cả ở Nam Phi. Tuy phản đối các chế độ độc tài ở Tây Ban Nha và Bồ Đào Nha một thời nhưng do các chính sách chống cộng sản nên các nhà nước này vẫn được sự chấp nhận phần nào ở phương Tây. Các công ty đa quốc gia thường thỏa hiệp với các chính quyền phong kiến hay nửa phong kiến, các chế độ quân sự hay dân tộc chủ nghĩa phi dân chủ, hay các chính quyền của đảng cộng sản, hay các đảng mang màu sắc xã hội chủ nghĩa khác lãnh đạo, miễn là có lợi cho họ. Các lý thuyết tự do, dân chủ thường bị những trùm tài phiệt bỏ qua nếu điều này ảnh hưởng đến quyền lợi của họ. Trong một vài thập kỷ gần đây, vì các mục đích chính trị và kinh tế, phương Tây thường hay can thiệp vào các vấn đề nội bộ ở các nước kém phát triển với danh nghĩa "tự do, dân chủ hay nhân quyền", bao gồm cả các nước đồng minh của họ trong chiến tranh lạnh chống chủ nghĩa cộng sản trước đây.

## Các trường phái chủ nghĩa xã hội

Hoa hồng đỏ, biểu trưng của phong trào dân chủ xã hội

Mục tiêu của tất cả các phong trào theo chủ nghĩa xã hội là xây dựng một xã hội công bằng hơn chủ nghĩa tư bản, nhưng họ thường bất đồng trong các quan điểm về chủ nghĩa xã hội, cách thức cải tạo chủ nghĩa tư bản thành chủ nghĩa xã hội, mô hình nhà nước, vai trò nhà nước trong nền kinh tế, mô hình quản lý sản xuất. Khác với những người theo chủ nghĩa công đoàn vô chính phủ hay vô chính phủ, chủ nghĩa xã hội tự do cá nhân, hầu hết các trường phái chủ nghĩa xã hội đều đề cao vai trò của nhà nước. Hai trường phái chủ nghĩa xã hội cơ bản là trường phái chủ nghĩa xã hội dân chủ và chủ nghĩa cộng sản. Mục tiêu của những người cộng sản không chỉ đề cao vai trò của nhà nước, sở hữu nhà nước mà tiến tới một xã hội cộng sản. Theo lý luận của những người cộng sản, nhất thiết cần tiến hành cách mạng vô sản để xóa bỏ chủ nghĩa tư bản, tuy nhiên không phải là nhất thiết trong mọi hoàn cảnh. Thực tế là những người cộng sản cũng tham gia đấu tranh nghị trường nếu tự do tư tưởng và tự do chính trị được bảo đảm.
Chấp thuận kinh tế thị trường hoặc kinh tế phi thị trường cũng là một tranh cãi trong nội bộ những người xã hội chủ nghĩa. Một số trường phái cho rằng cần xóa bỏ kinh tế thị trường, vì nó dẫn đến bất bình đẳng xã hội và khủng hoảng kinh tế. Các trường phái ủng hộ kinh tế thị trường cho rằng chỉ cần có bàn tay nhà nước hoặc thể chể khác để điều chỉnh thị trường theo mục tiêu xã hội chủ nghĩa. Tuy nhiên có một số đặc điểm chung phổ quát trên lý thuyết: ủng hộ sự can thiệp của nhà nước vào nền kinh tế và đời sống xã hội, công bằng xã hội (dù lý giải khác nhau), dân chủ cho đa số, đề cao sự hòa hợp xã hội, chống chủ nghĩa dân tộc ích kỷ và chủ nghĩa cá nhân ích kỷ. Sự thích ứng của chủ nghĩa tư bản đặc biệt là sự đa dạng hóa trong sở hữu và quản lý gây khó khăn và làm phân hóa thêm những người theo chủ nghĩa xã hội.

### Chủ nghĩa Marx - Lenin

#### Đặc trưng
Theo quan điểm của chủ nghĩa Marx - Lenin, chủ nghĩa xã hội là giai đoạn thấp của hình thái kinh tế - xã hội cộng sản chủ nghĩa. Từ những luận điểm mang tính dự báo của Marx, Engels về chủ nghĩa xã hội và quan điểm của Lenin từ thực tiễn xây dựng chủ nghĩa xã hội ở Liên Xô có thể thấy được những đặc trưng bản chất của chủ nghĩa xã hội.
Mục tiêu của chủ nghĩa xã hội là giải phóng giai cấp, giải phóng xã hội, giải phóng con người, tạo điều kiện để con người phát triển toàn diện. Tính nhân đạo, nhân văn của chủ nghĩa xã hội, chủ nghĩa cộng sản thể hiện bản chất ưu việt, quan tâm hàng đầu đến con người. Trong Tuyên ngôn của Đảng Cộng sản, Marx và Engels đã khẳng định: "Thay cho xã hội tư sản cũ, với những giai cấp và đối kháng giai cấp của nó, sẽ xuất hiện một liên hợp, trong đó sự phát triển tự do của mỗi người là điều kiện cho sự phát triển tự do của tất cả mọi người". Mục tiêu của chủ nghĩa xã hội, chủ nghĩa cộng sản đã phản ánh tính nhân văn cao cả của công cuộc xây dựng chủ nghĩa xã hội, chủ nghĩa cộng sản. Đây cũng chính là giá trị khoa học - thực tiễn bền vững của học thuyết Marx.
Lenin, từ thực tiễn xây dựng chủ nghĩa xã hội ở Liên Xô, đã nêu rõ mục tiêu lâu dài mà những người cộng sản phải hướng tới: "thiết lập một xã hội cộng sản, đáp ứng thỏa mãn nhu cầu của người lao động". Ông cũng chỉ rõ: "Khi bắt đầu những cải tạo xã hội chủ nghĩa, chúng ta phải đặt rõ cái mục đích mà những cải tạo xã hội chủ nghĩa đó rút cục nhằm tới, cụ thể là thiết lập một xã hội cộng sản chủ nghĩa, một xã hội không chỉ hạn chế ở việc tước đoạt các công xưởng, nhà máy, ruộng đất và tư liệu sản xuất, không chỉ hạn chế ở việc kiểm kê, kiểm soát một cách chặt chẽ việc sản xuất và phân phối sản phẩm, mà còn đi xa hơn nữa, đi tới việc thực hiện nguyên tắc: làm theo năng lực hưởng theo nhu cầu. Vì thế cái tên gọi "“Đảng Cộng sản” là duy nhất chính xác về mặt khoa học".
Nền kinh tế xã hội chủ nghĩa phải dựa trên lực lượng sản xuất phát triển cao; chế độ công hữu về tư liệu sản xuất chủ yếu từng bước được xác lập; tổ chức quản lý có hiệu quả, năng suất lao động cao; phân phối theo lao động là chủ yếu. Khi phân tích mối quan hệ giữa lực lượng sản xuất và quan hệ sản xuất trong phương thức sản xuất tư bản chủ nghĩa, Marx và Engels đã chỉ ra: sự tồn tại của chế độ chiếm hữu tư nhân tư bản chủ nghĩa là lực cản lớn nhất, kìm hãm sự phát triển của tiến bộ xã hội. Chính vì vậy, cuộc cách mạng cộng sản phải xoá bỏ chế độ chiếm hữu tư nhân về tư liệu sản xuất. Hai ông đã khẳng định: "Đặc trưng của chủ nghĩa xã hội không phải là xoá bỏ chế độ sở hữu nói chung, mà là xoá bỏ chế độ sở hữu tư sản".
Chế độ tư hữu tư sản hiện thời, lại là biểu hiện cuối cùng và đầy đủ nhất của phương thức sản xuất và chiếm hữu sản phẩm dựa trên những đối kháng giai cấp, trên cơ sở những người này bóc lột của những người kia. Theo ý nghĩa đó, những người cộng sản có thể tóm tắt lý luận của mình thành một luận điểm duy nhất là: xoá bỏ chế độ tư hữu. Xóa bỏ chế độ tư hữu, xác lập từng bước chế độ công hữu về tư liệu sản xuất chủ yếu là bản chất ưu việt của xã hội xã hội chủ nghĩa. Đó là cơ sở kinh tế để xây dựng một xã hội công bằng, bình đẳng, tiến bộ, quan hệ tốt đẹp giữa người và người. Tuy nhiên, đây là quá trình khó khăn, phức tạp, lâu dài, không thể thực hiện chóng vánh, ngay lập tức được. Trong hoàn cảnh của Việt Nam, theo Hồ Chí Minh, “Muốn cho chủ nghĩa cộng sản thực hiện được, cần phải có kỹ nghệ, nông nghiệp và tất cả mọi người đều được phát triển hết khả năng của mình. Ở nước chúng tôi những điều kiện ấy chưa có đủ”.
- Về chính trị - xã hội, xã hội xã hội chủ nghĩa là một xã hội dân chủ, Nhà nước xã hội chủ nghĩa vừa mang bản chất của giai cấp công nhân vừa mang tính nhân dân rộng rãi. Xã hội xã hội chủ nghĩa là một chế độ dân chủ, quyền lực cao nhất thuộc về nhân dân. Bản chất giai cấp công nhân của Nhà nước thể hiện trước hết nó là một công cụ để bảo vệ lợi ích của giai cấp công nhân. Song lợi ích của giai cấp công nhân về cơ bản là thống nhất với lợi ích của nhân dân lao động, do vậy, Nhà nước xã hội chủ nghĩa còn mang tính nhân dân rộng rãi.
- Về văn hóa – tư tưởng, trong xã hội xã hội chủ nghĩa phải có nền văn hoá phát triển cao; kế thừa và phát huy những giá trị của văn hoá dân tộc và tinh hoa văn hoá của nhân loại. Trong các chế độ dựa trên chế độ chiếm hữu tư nhân sẽ dẫn đến tình trạng tha hóa con người, tha hoá của người lao động. Trong xã hội xã hội chủ nghĩa, con người có đầy đủ điều kiện tiến từ "vương quốc tất yếu" sang "vương quốc tự do". Phát triển văn hoá, nâng cao chất lượng nguồn nhân lực, đào tạo chuyên môn kỹ thuật cho người lao động trở thành một nhiệm vụ cấp bách và có ý nghĩa đột phá để xây dựng chủ nghĩa xã hội.
- Về quan hệ dân tộc, xã hội xã hội chủ nghĩa là một xã hội bảo đảm công bằng, bình đẳng, đoàn kết giữa các dân tộc. Trong "Tuyên ngôn của Đảng Cộng sản", Marx và Engels đã nêu luận điểm giá trị: xoá bỏ tình trạng người bóc lột người thì tình trạng dân tộc này bóc lột dân tộc khác cũng sẽ bị xoá bỏ. Lenin đã bổ sung, phát triển những quan điểm của Marx và Engels về quan hệ giữa các dân tộc trong điều kiện mới, đồng thời đi sâu giải quyết những vấn đề về “dân tộc thuộc địa”, các “dân tộc bị áp bức” trên thế giới, khuyến khích các phong trào giành độc lập, chủ quyền gắn với cuộc đấu tranh giải phóng dân tộc.
- Về quan hệ quốc tế, quan hệ giữa dân tộc và quốc tế được giải quyết trên cơ sở kết hợp chủ nghĩa yêu nước với chủ nghĩa quốc tế của giai cấp công nhân. Marx và Engels, Lenin đều thống nhất trong luận điểm: chủ nghĩa cộng sản, chủ nghĩa xã hội là có tính chất quốc tế. Chủ nghĩa yêu nước phải kết hợp với chủ nghĩa quốc tế của giai cấp công nhân trong các phong trào cách mạng, hướng đến chủ nghĩa xã hội. Lenin khẳng định: "Không có sự cố gắng tự nguyện tiến tới sự liên minh và sự thống nhất của giai cấp vô sản, rồi sau nữa, của toàn thể quần chúng cần lao thuộc tất cả các nước và các dân tộc trên toàn thế giới, thì không thể chiến thắng hoàn toàn chủ nghĩa tư bản được".

#### Con đường đi lên chủ nghĩa xã hội
Con đường đi lên chủ nghĩa xã hội là những biện pháp, tiến trình, lực lượng, động lực… để xây dựng chủ nghĩa xã hội.
Về tiến trình, thực hiện 2 bước của cách mạng xã hội chủ nghĩa. Bước thứ nhất, giai cấp công nhân giành lấy chính quyền bằng nhiều biện pháp: bạo lực cách mạng là quy luật phổ biến; biện pháp hòa bình là “hiếm và quý”. Bước thứ hai , xây dựng chủ nghĩa xã hội, bao gồm: cải tạo và xây dựng cơ sở vật chất cho chủ nghĩa xã hội (về kinh tế, chính trị, xã hội, con người…).
Chủ nghĩa Marx – Lenin cũng đã phác thảo những nét căn bản như sau:
- Một là, tiến hành cách mạng xã hội chủ nghĩa nhằm tạo ra cơ sở vật chất - kỹ thuật và đời sống tinh thần của chủ nghĩa xã hội.
- Hai là, xác định rõ thực chất, nội dung, nhiệm vụ của thời kỳ quá độ lên chủ nghĩa xã hội. Khi luận giải về qui luật phát triển lịch sử - tự nhiên của xã hội loài người trải qua các hình thái kinh tế - xã hội, C.Mác dự báo về sự ra đời của hình thái kinh tế - xã hội cộng sản chủ nghĩa và xác định tính tất yếu của thời kỳ quá độ lên chủ nghĩa cộng sản, thực chất là "thời kỳ quá độ chính trị", nhà nước là nhà nước chuyên chính vô sản.
- Ba là, không ngừng mở rộng dân chủ xã hội chủ nghĩa gắn với việc xây dựng và hoàn thiện nhà nước xã hội chủ nghĩa, dựa trên nền tảng là liên minh công - nông và các tầng lớp lao động khác dưới sự lãnh đạo của Đảng Cộng sản. Dân chủ xã hội chủ nghĩa gắn với hoàn thiện nhà nước xã hội chủ nghĩa. Nguyên tắc cao nhất của chuyên chính vô sản là liên minh công – nông. Mặt khác từ thực tiễn, xây dựng chủ nghĩa xã hội ở nước Nga, Lenin còn đề cao vai trò của tầng lớp trí thức, mở rộng liên minh công – nông thành liên minh công – nông với các tầng lớp lao động khác, nhất là với trí thức dưới sự lãnh đạo của Đảng Cộng sản.
- Bốn là, đi lên chủ nghĩa xã hội cần kế thừa những giá trị quý báu trong thời kỳ tư bản chủ nghĩa và của nhân loại. Lenin khẳng định: “phải tiếp thu toàn bộ khoa học, kỹ thuật, tất cả những kiến thức, tất cả nghệ thuật” và kế thừa “mọi thành tựu của khoa học kỹ thuật của loài người”, coi đó là những “viên gạch”, những “vật liệu” quí báu mà những người cộng sản phải biết sử dụng nó vào quá trình xây dựng chủ nghĩa xã hội.
- Năm là, con đường đi lên chủ nghĩa xã hội vừa có tính phổ biến vừa mang nét đặc thù, các dân tộc tiến lên chủ nghĩa xã hội không hoàn toàn giống nhau mà mang theo đặc điểm của mình. Mặc dù khẳng định tính phổ biến trong tiến trình phát triển chung của xã hội loài người và tính thống nhất trong mục tiêu chung là chủ nghĩa xã hội, nhưng chủ nghĩa Mác – Lenin cũng khẳng định con đường đi lên chủ nghĩa xã hội là rất đa dạng và mang tính đặc thù của mỗi nước. Không nhận thức rõ vấn đề này thì việc rập khuôn máy móc trong quá trình xây dựng chủ nghĩa xã hội ở mỗi nước là khó tránh khỏi.
- Sáu là, vai trò lãnh đạo của Đảng Cộng sản - nhân tố quyết định thành công của con đường xây dựng chủ nghĩa xã hội. Trong "Tuyên ngôn của Đảng Cộng sản", Marx và Engels đã chỉ rõ vai trò lãnh đạo của những người cộng sản đối với cuộc cách mạng công nhân - cuộc cách mạng xã hội chủ nghĩa. Lenin khẳng định Đảng cộng sản là nhân tố quyết định thắng lợi trong cuộc đấu tranh chống giai cấp tư sản, trong sự nghiệp xây dựng chủ nghĩa xã hội. Chỉ có Đảng Cộng sản, nếu nó thực sự là đội tiên phong của giai cấp cách mạng, nếu nó bao gồm những đại biểu ưu tú nhất của giai cấp đó, nếu nó gồm tất cả những chiến sĩ cộng sản hoàn toàn có ý thức và trung thành, có học vấn và được tôi luyện bằng kinh nghiệm đấu tranh cách mạng bền bỉ, nếu nó biết gắn liền với toàn bộ cuộc sống của giai cấp mình và thông qua giai cấp đó, gắn với tất cả quần chúng bị bóc lột, và biết làm cho giai cấp và quần chúng đó tin tưởng hoàn toàn vào mình - chỉ có một đảng như vậy mới có thể lãnh đạo được giai cấp vô sản, trong cuộc đấu tranh cuối cùng, kiên quyết nhất, thẳng tay chống lại tất cả mọi thế lực của chủ nghĩa tư bản.

Theo chủ nghĩa Marx - Lenin, cuộc cách mạng xã hội chủ nghĩa được thực hiện trong bối cảnh là thời kỳ quá độ với đặc điểm “đan xen”, phức tạp, khó khăn, lâu dài… Động lực của cuộc cách mạng này là lợi ích giai cấp, lợi ích  dân tộc, lợi ích cá nhân hài hòa lợi ích tập thể; khoa học và kỹ thuật không ngừng phát triển… Lực lượng cách mạng là giai cấp công nhân và các giai tầng lao động. F. Engels cho rằng “Cùng với việc xã hội chiếm giữ các phương tiện xã hội, nền sản xuất hàng hóa bị loại bỏ, và do đó, cả sự thống trị của sản phẩm đối với người sản xuất".

## Các nước xã hội chủ nghĩa

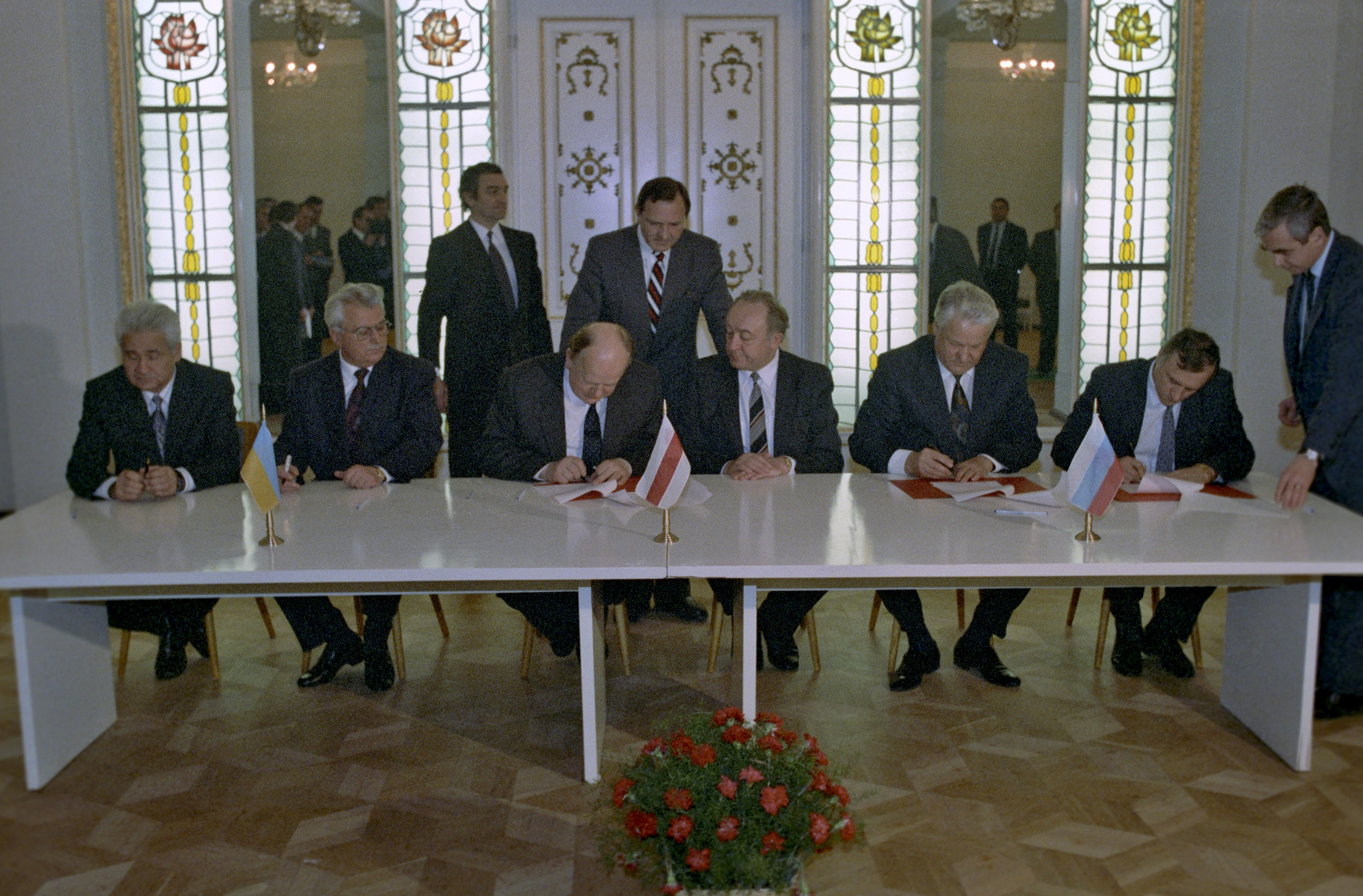
Các nhà lãnh đạo Nga, Ukraina và Bêlarut ký Hiệp định Belavezha, chính thức giải thể Liên bang Xô viết năm 1991

Các nước xã hội chủ nghĩa là một khái niệm gây tranh cãi. Một số quốc gia hiến pháp tuyên bố xây dựng chủ nghĩa xã hội, hiện nay gồm có Trung Quốc, Việt Nam, Triều Tiên, Cuba và Lào có các đảng cộng sản cầm quyền và một số nước khác không do đảng cộng sản cầm quyền nhưng hiến pháp chứa đựng những yếu tố mang tính xã hội chủ nghĩa như Ấn Độ, Guyana, Bangladesh, Sri Lanka, Syria, Ai Cập, Libya, Tanzania, Bồ Đào Nha, Trung Hoa Dân Quốc (Đài Loan), không được tuyên bố trong hiến pháp như Venezuela, Bolivia, Nicaragoa. Các nước Bắc Âu với nhiều năm được các đảng Dân chủ xã hội (một khuynh hướng chính trị chịu ảnh hưởng của chủ nghĩa Marx) chiếm ưu thế tuyệt đối được nhiều người gọi là các nước xã hội chủ nghĩa nhưng nhiều người khác lại không cho là như vậy. Chế độ an sinh xã hội được thực hiện rất thành công ở các nước này cũng được hiểu khác nhau, nó có khi được xem như là một sự thích ứng của chủ nghĩa tư bản trong hoàn cảnh mới, cũng có khi được hiểu là một yếu tố cấu thành của chủ nghĩa xã hội. Tuy nhiên đứng trước những khó khăn của nền kinh tế, một quá trình tư hữu hóa đã diễn ra trong thập niên 1990 đi kèm với sự chiến thắng của các lực lượng cánh hữu hoặc phái hữu trong các lực lượng cánh tả.
Sự tranh cãi các nước xã hội chủ nghĩa về thực chất xuất phát từ cách hiểu khác nhau về khái niệm chủ nghĩa xã hội và nền kinh tế của các nước đó. Tất cả các nước được xem là xã hội chủ nghĩa có thể chế chính trị khác nhau, kinh tế khác nhau và có khi bất đồng về cách hiểu xã hội chủ nghĩa cũng như mục tiêu không hoàn toàn giống nhau. Với một số nước, không phải đảng cầm quyền nào cũng là đảng xã hội chủ nghĩa. Đối với những người theo các hệ tư tưởng khác nhau cũng có sự lý giải khác nhau về xã hội chủ nghĩa. Ngược lại những nước được người cộng sản xem là các nước tư bản chủ nghĩa thì hiến pháp của họ lại không có khái niệm chủ nghĩa tư bản. Thực tế nền kinh tế tư bản chủ nghĩa tại nhiều nước đã chuyển hóa sang những mô hình mới mang nhiều yếu tố của chủ nghĩa xã hội và thường không có một đường lối rõ ràng trong việc điều hành cũng như định hướng cho nền kinh tế. Nhìn chung các nước xã hội chủ nghĩa thường được hiểu là những nước ghi nhận trong hiến pháp mục tiêu xây dựng chủ nghĩa xã hội tuy nhiên cách thức và quy mô khác nhau. Một số quan điểm chủ nghĩa xã hội khác cho rằng chủ nghĩa xã hội có thể thông qua các chính sách nhà nước nhằm tạo một xã hội công bằng hơn song khái niệm này được nhiều người xem khá là mơ hồ, và bản thân những người không theo chủ nghĩa xã hội cũng có thể đưa ra một khái niệm công bằng mơ hồ, mang tính chủ quan, mà thường được xem xét trên khía cạnh công bằng tài sản hay công bằng lợi ích từ lao động. Ngay tại nhiều nước tự xem mình là chủ nghĩa xã hội thì sự công bằng xã hội hay hệ thống an sinh xã hội vẫn chưa phát triển đến mức có thể so sánh được với các nước phát triển có nền kinh tế tư bản chủ nghĩa. Thậm chí tại một số nước tự nhận theo khuynh hướng này đói nghèo phổ biến và xuất hiện khủng hoảng kinh tế - xã hội.

### Trung Quốc

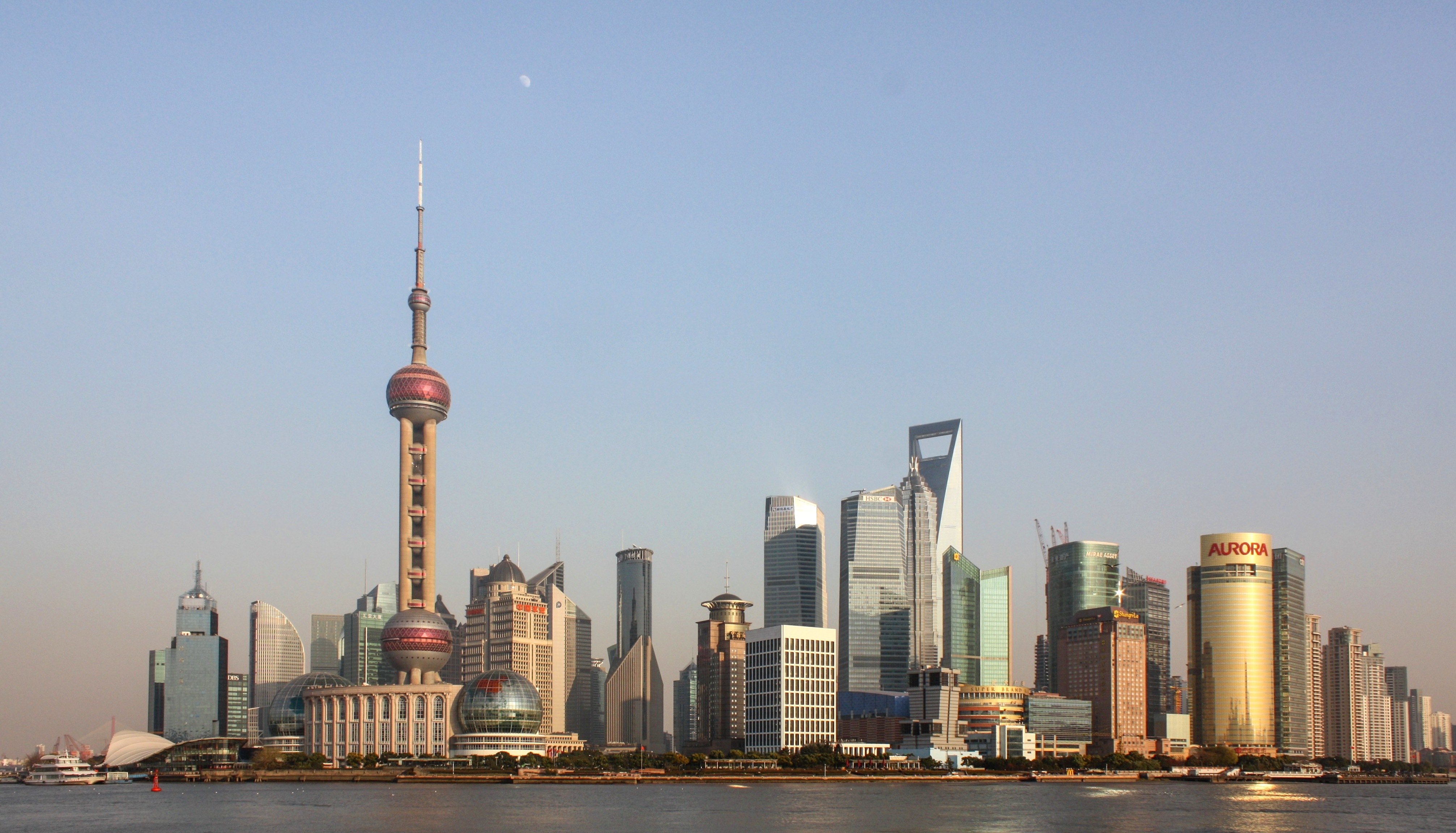
Quang cảnh khu trung tâm Phố Đông của Thượng Hải vào năm 2012.

Trong các nước xã hội chủ nghĩa hiện nay mô hình Trung Quốc là mô hình điển hình nhất. Thời kỳ trước đổi mới, Trung Quốc chịu nhiều ảnh hưởng của chủ nghĩa Mao trong tư duy xây dựng chủ nghĩa xã hội. Nền kinh tế hầu như được tập thể hóa và quốc hữu hóa, dưới sự điều hành tập trung của Nhà nước. Kinh tế được điều chỉnh bằng kế hoạch, nhà nước can thiệp vào tất cả các khâu của nền kinh tế, kể cả lao động và phân phối lợi ích. Do các cán bộ quản lý kinh tế (xí nghiệp, hợp tác xã,...) đều do nhà nước bổ nhiệm theo ý chí chủ quan, không qua cạnh tranh thị trường thường thấy ở kinh tế tư bản, nên không tận dụng được những người tài năng, lương hoặc phân phối lợi ích lao động theo quy chuẩn của nhà nước mang tính duy ý chí vừa có tính chất cào bằng vừa có tính chất tạo ra một sự phân cách không tính thực chất năng suất lao động hoặc chất xám và công sức bỏ ra, nên tuy là tạo ra một xã hội ít có sự phân hóa nhưng không hoàn toàn là công bằng. Tình trạng vi phạm sở hữu tài sản cá nhân cũng hay xảy ra. Sau ngày đổi mới, Trung Quốc khuyến khích nền kinh tế đa thành phần. Những tư duy thời bao cấp như "nghèo mới là đáng quý" hay "đạo đức chỉ có ở những người nghèo", "đời sống tinh thần phải được đề cao hơn đời sống vật chất", được thay thế bằng khuyến khích làm giàu cá nhân và lối sống hưởng thụ vật chất, văn hóa hướng vào kích thích tiêu dùng và ham muốn cá nhân ngày càng nhiều hơn. Những giá trị cũ trước được xem là tư tưởng phong kiến như Khổng giáo được khôi phục lại. Nhìn chung tuy vẫn tuyên bố hướng đến một xã hội xã hội chủ nghĩa, nhưng chịu ảnh hưởng nhiều hơn trên một số phương diện của chủ nghĩa bảo thủ và chủ nghĩa tự do. Các tư tưởng chủ nghĩa dân tộc được đề cao thay cho vấn đề giai cấp, và nhằm hướng tới một xã hội hài hòa và ổn định dù trên thực tế chủ nghĩa cá nhân phát triển mạnh. Sự đổi mới kinh tế nhanh hơn các đổi mới chính trị tạo ra một sự ổn định, nhưng bất bình đẳng ngày càng gia tăng. Phân hóa xã hội ở Trung Quốc hiện cao hơn nhiều so với nhiều nước tư bản châu Âu. Kinh tế nhà nước được ưu tiên nhưng chuyển dần sang kinh doanh kiểu chủ nghĩa tư bản nhà nước, tham gia đầu tư nước ngoài ngày càng nhiều. Do kinh tế nhà nước được ưu tiên nên các thành phần kinh tế tư nhân chịu nhiều sức ép hơn của cơ chế thị trường và tạo một sự canh tranh không bình đẳng. Các thành phần kinh tế nhà nước được nhà nước ưu đãi, bao gồm cả độc quyền trên một số lĩnh vực, kinh doanh thua lỗ được nhà nước bù đắp, hay được bao cấp, do đó hoạt động kém hiệu quả. Tham nhũng là một vấn nạn vì các quá trình bổ nhiệm cán bộ quản lý, hay tuyển dụng lao động đều thiếu công bằng và minh bạch. Ngoài ra cơ chế trả lương của nhà nước không kích thích chất xám, hay năng suất lao động. Vấn đề lợi nhuận của các doanh nghiệp nhà nước hay gây nhiều tranh cãi. Ngược lại, các thành phần kinh tế tư nhân do luật pháp lỏng lẻo nên xảy ra các hiện tượng làm giàu bất chính hay lạm dụng sức lao động, vi phạm luật pháp hay các nguyên tắc đạo lý cộng đồng cũng hay xảy ra. Nhiều công chức đảng viên tham gia vào kinh tế tư nhân, đầu tư vốn như là các nhà tư bản tài chính để thu lời, và do đó một số doanh nghiệp tư nhân được ưu ái. Các nguyên tắc nền kinh tế thị trường không được tôn trọng đầy đủ. Đứng trước một số vấn đề nhất là phân hóa xã hội (Trung quốc là một trong số những nước nhiều tỷ phú nhất), chính sách đánh thuế cá nhân (mà những người dân chủ xã hội hay khuyến khích) để điều chỉnh thu nhập cũng được áp dụng nhưng hiệu quả còn thấp do tình trạng trốn thuế hay sự thiếu minh bạch của nhà nước. Tuy nhiên Trung Quốc vẫn được xem là có một sự chuyển đổi kinh tế thành công dựa trên kinh nghiệm của các sự chuyển đổi trước đó, tận dụng những lợi thế sẵn có của đất nước.

### Mỹ Latin

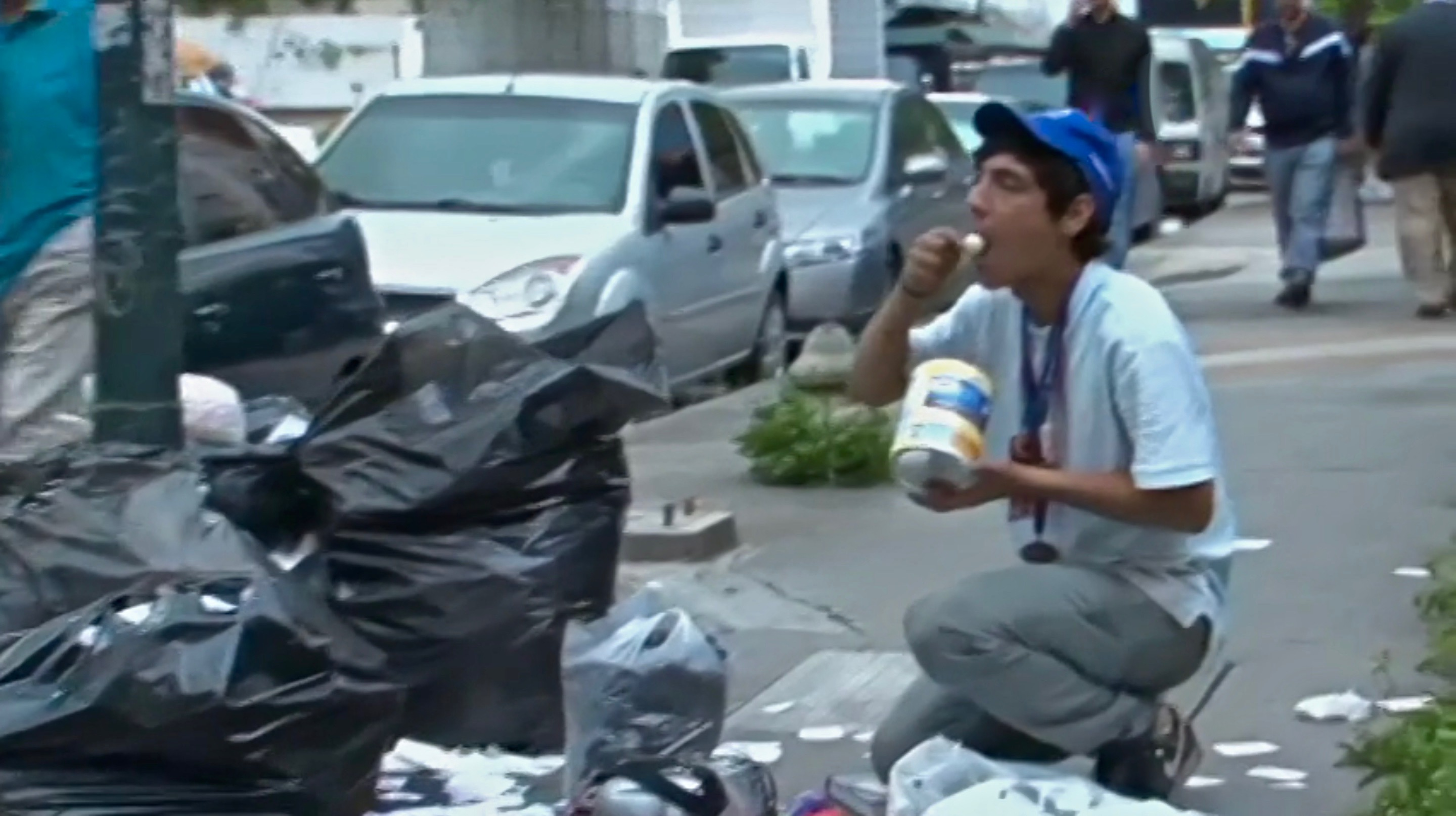
Một người Venezuela đang thưởng thức ngon lành đồ ăn kiếm được từ một bãi rác

Một mô hình khác phát triển tại Mỹ Latin. Các lãnh đạo xã hội chủ nghĩa tuyên bố chống "chủ nghĩa đế quốc kinh tế", toàn cầu hóa quyết liệt. Đây là một xu hướng ngược với Trung quốc, nơi khuyến khích tư bản nước ngoài đầu tư, và tham gia toàn cầu hóa cạnh tranh kinh tế. Quá trình quốc hữu hóa ở các nước Mỹ latin tuyên bố xã hội chủ nghĩa (không chịu ảnh hưởng chủ nghĩa Marx) theo các phương thức gây tranh cãi, nhất là liên hệ với chủ nghĩa xã hội dân chủ và được sự ủng hộ khá lớn dân chúng. Các nước này có thành phần kinh tế tư nhân chiếm một vai trò đáng kể, và tương lai các nước này không thật sự rõ ràng, do duy trì dân chủ đại nghị, bầu cử tự do theo nhiệm kỳ, sức ép đối lập và tăng trưởng kinh tế thất thường thậm chí rơi vào khủng hoảng kinh tế - xã hội như cuộc khủng hoảng tại Venezuela. Theo một số nhà lý luận thì phong trào cánh tả ở Mỹ Latin mang màu sắc chủ nghĩa dân tộc nhiều hơn. Ở một số nước, bất bình đẳng xã hội giảm đáng kể nhưng hiệu quả kinh tế thì không rõ ràng do đó mang lại tình trạng đói nghèo phổ biến và sự di chuyển của dòng vốn và chất xám ra khỏi đất nước như là phản ứng của người dân và doanh nghiệp trước những chính sách kinh tế xã hội được mệnh danh là chủ nghĩa xã hội. Đến cuối năm 2020 Nicolás Maduro vẫn giữ quyền lực ở Venezuela dù nước này trải qua nhiều khủng hoảng kinh tế chính trị, trong khi Evo Morales tại Bolivia bị lật đổ năm 2019 nhưng đồng minh ông ta là Luis Arce của Phong trào tiến lên Chủ nghĩa Xã hội (MAS) đã giành chiến thắng với 55,1% số phiếu bầu trong cuộc tổng tuyển cử ngày 18 tháng 10 năm 2020 trong bầu cử tự do ở nước này. Tuy nhiên ý định thành lập Quốc tế 5 của Hugo Chavez không thành công do bất đồng trong phong trào cánh tả khu vực và một số nước cánh hữu có ưu thế.

#### Cộng hòa Cuba
Khi chủ nghĩa xã hội hiện thực lâm vào khủng hoảng, Cuba còn các nguồn viện trợ. Mặt khác, trong hàng chục năm Mỹ và các thế lực thù địch luôn tìm cách chống đối, bao vây, cấm vận, song Cộng hoà Cuba vẫn giữ vững thành quả cách mạng và phát triển đất nước trên con đường xây dựng chủ nghĩa xã hội. Trong điều kiện, bối cảnh mới, để phù hợp hơn với tình hình, Đảng Cộng sản Cuba đã có nhiều nhận thức mới về mô hình xã hội xã hội chủ nghĩa mà Cuba cần xây dựng.
Đại hội VI năm 2011, Đảng Cộng sản Cuba đã thông qua đường lối cập nhật hóa mô hình kinh tế - xã hội của đất nước. Đại hội VII (4/2016), Đảng Cộng sản Cuba đã đánh giá những thành tựu đạt được trong 5 năm thực hiện đường lối cập nhật hóa mô hình kinh tế - xã hội, trong đó đáng chú ý là 3 văn kiện mang tính cương lĩnh để xây dựng chủ nghĩa xã hội ở Cuba, đó là:
- Khái niệm hóa mô hình phát triển kinh tế - xã hội xã hội chủ nghĩa của Cuba.
- Kế hoạch phát triển kinh tế - xã hội tới năm 2030: Đề xuất về tầm nhìn quốc gia, các trụ cột và lĩnh vực chiến lược.
- Cập nhật hóa đường lối kinh tế và xã hội của Đảng và cách mạng cho giai đoạn 2016 – 2021.

Qua các văn kiện của Đại hội, những nét cơ bản về mô hình xã hội xã hội chủ nghĩa ở Cộng hoà Cuba hiện nay như sau:
- Về mục tiêu, tầm nhìn quốc gia, Đảng Cộng sản Cuba khẳng định mục tiêu xây dựng đất nước là có chủ quyền, độc lập, chủ nghĩa xã hội, dân chủ, phồn vinh và bền vững.
- Về chính trị: Đảng Cộng sản lãnh đạo xã hội và nhà nước, kiên trì mục tiêu chủ nghĩa xã hội trên cơ sở kết hợp giá trị các quan điểm Mác - Lênin với đặc trưng truyền thống của Cuba. Đảng Cộng sản Cuba là tổ chức chính trị duy nhất và tiên phong của dân tộc, trên cơ sở tư tưởng Hô-xê Mác-ti, chủ nghĩa Mác - Lênin, tư tưởng Phiđen Caxtoro; biểu thị của khối đoàn kết nhân dân xung quanh sự lãnh đạo cách mạng, vì người nghèo và cho người nghèo. Nhà nước xã hội chủ nghĩa là sự bảo đảm cho quyền tự do, độc lập và chủ quyền dân tộc; đảm bảo dân chủ trên cơ sở quyền lực chủ quyền của nhân dân được Hiến pháp và pháp luật quy định.
- Về kinh tế: Hệ thống kinh tế được xây dựng dựa trên nguyên tắc sở hữu xã hội chủ nghĩa của toàn dân đối với những tư liệu sản xuất chính. Ngoài ra, mô hình quản lý cũng thừa nhận và thúc đẩy các hình thức khác như đầu tư nước ngoài, hợp tác xã, nông dân cá thể, những người thuê đất, người thuê nhân công, người làm kinh tế tự doanh và các hình thức khác. Việc phát triển khu vực kinh tế ngoài quốc doanh sẽ tạo điều kiện dễ dàng hơn cho công cuộc xây dựng chủ nghĩa xã hội bởi nó sẽ cho phép Nhà nước có thể rảnh tay với những hoạt động kinh tế không chiến lược đối với đất nước và những khu vực mà Nhà nước không thểthực hiện hiệu quả và chất lượng cần thiết nếu áp dụng hình thức quản lý nhà nước.
- Về văn hóa, xã hội, thực hiện giáo dục đào tạo không mất tiền; bảo hiểm y tế toàn dân; xây dựng xã hội công bằng, bình đẳng mọi phương diện.
- Về đối ngoại, thực hiện đối ngoại mềm dẻo, đa phương; giương cao ngọn cờ chủ nghĩa quốc tế (giáo dục, y tế, quân sự…).
- Về quyền con người, Đảng cộng sản Cuba khẳng định phẩm giá, sự bình đẳng và tự do của con người là trung tâm của mô hình kinh tế - xã hội. Mọi công dân bình đẳng về quyền và nghĩa vụ; được đảm bảo thực hiện hiệu quả các quyền đó. Trong đó, lao động đồng thời là quyền lợi và nghĩa vụ của mọi công dân và sẽ được trả lương tùy theo số lượng và chất lượng của lao động.

Một số thành tựu nổi bật:
- Giáo dục tại Cuba, được ưu tiên hàng đầu tại Cuba, kể từ năm 1959 (khi Cách mạng Cuba thành công), khiến nước này có hệ thống giáo dục thực sự hiệu quả, cùng đội ngũ giáo viên có chất lượng cao. Hệ thống trường học tại Cuba có tiêu chuẩn cao, chất lượng học thuật xuất sắc, các giáo viên được trả lương cao, đảm bảo cuộc sống đầy đủ. Các trường có mức độ tự chủ chuyên nghiệp khiến nước này trở thành một trong những nước có hệ thống giáo dục hiệu quả nhất thế giới, sánh ngang với Phần Lan, Singapore, Thượng Hải (Trung Quốc), Hàn Quốc, Thụy Sỹ, Hà Lan và Canada (theo báo cáo của Ngân hàng Thế giới tháng 3/2014). Đây cũng là quốc gia có tỷ lệ đầu tư ngân sách quốc gia vào giáo dục cao nhất thế giới, 13 % (theo Huffington Post).
- Chính sách xã hội, k ể từ khi Cách mạng Cuba năm 1959 thành công, nước này đã tạo ra một hệ thống xã hội đảm bảo người dân được tiếp cận phổ cập các dịch vụ giáo dục và y tế do nhà nước chi trả. Mô hình này giúp Cuba đạt được nhiều thành tựu trong việc phổ cập giáo dục, tiêu diệt nhiều loại bệnh, cung cấp nước sạch và hệ thống vệ sinh công cộng tới toàn dân.
- Về y tế, Cuba liên tục có tỷ lệ trẻ sơ sinh tử vong thấp nhất khu vực, và người dân có tuổi thọ cao nhất khu vực châu Mỹ Latinh; được đánh giá là một trong những nước có chính sách xã hội tốt nhất trong số các nước đang phát triển, được nhiều cơ quan quốc tế ghi nhận như Tổ chức Y tế Thế giới, Chương trình phát triển Liên Hợp Quốc và các cơ quan khác của Liên Hợp Quốc.